# Jerzy Chrystian Arnold
Jerzy Chrystian Arnold herbu własnego (ur. 1 stycznia 1747 w Lesznie, zm. 19 listopada 1827 w Warszawie), lekarz, chirurg, historyk nauki.
Naukę pobierał Lesznie i w Gdańsku. Studia lekarskie odbył na Uniwersytecie w Lipsku w roku 1768 uzyskując tytuł dr. med.
Praktykę lekarską odbywał w Poznaniu, by w roku 1777 osiąść w Warszawie, gdzie otrzymał indygenat. W latach 1807–1817 został członkiem Rady Lekarskiej Księstwa Warszawskiego.

Autor pierwszej bibliografii przyrodniczo-lekarskiej obejmującej wykaz herbarzy oraz innych prac zawierających opisy fauny i flory ziem polskich poprzedzone zestawieniem najważniejszej obcej literatury z tego zakresu od czasów starożytnych do średniowiecza. Jest ona pierwszą polską bibliografią przyrodniczo-lekarską.
Pochowany na Cmentarzu Ewangelicko-Augsburskim w Warszawie.
- Członek TWPN (od 1804), TNKrak., Tow. Nauk. w Wiedniu
- Członek honorowy Towarzystwa Przyrodniczego w Bonn.

## Prace naukowe
- De monumentis historiae naturalis polonae ad finem saeculi XVI (1818)
- Wiadomość o życiu i dziełach Jana Jonstona (1805/1811)